# Raul M. Gonzalez

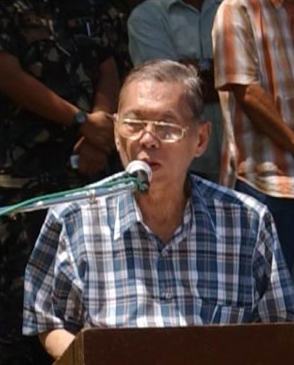
Raul M. Gonzalez

Raul Maravilla Gonzalez (* 3. Dezember 1930 in La Carlota City, Provinz Negros Occidental; † 7. September 2014) war ein philippinischer Politiker.

## Biografie
Sein Vater Delfin Gonzalez war zeitweise Bürgermeister (Mayor) von Jaro, das 1937 zu einem Stadtbezirk der neugeschaffenen Stadt Iloilo City wurde.
Nach dem Besuch der Jaro Elementary School sowie dem Panay College studierte er zwischen 1947 und 1951 Politikwissenschaften am Colegio de San Agustin; das Studium schloss er mit einem Bachelor of Arts (A.B.) in Political Science ab. Anschließend absolvierte er ein Postgraduiertenstudium der Rechtswissenschaften an der University of Santo Tomas und beendete dieses 1955 mit einem Bachelor of Laws (LL.B.).
Anschließend war er zunächst als Rechtsanwalt tätig, ehe er 1960 als Rechtsassistent im Büro des Gouverneurs der Provinz Iloilo in den Staatsdienst wechselte. 1961 wurde er Rechtsassistent im Büro des Bürgermeisters von Manila und danach von 1963 bis 1969 Mitarbeiter der Zensurbehörde für Kinofilme (Board of Censors for Motion Pictures). Im Anschluss war er von 1970 bis zur Verhängung des Kriegsrechts durch Präsident Marcos und der daraus folgenden Auflösung des Repräsentantenhauses im Jahr 1972 Rechtsberater des Bildungsausschusses des Parlaments.
Danach übernahm er eine Stelle als Lecturer am Assumption College sowie College of the Holy Spirit der Philippine Normal University. Später wurde er zum Professor für Handelsrecht an der University of Santo Tomas sowie der Far Eastern University berufen. Darüber hinaus war er auch wieder als Rechtsanwalt tätig und als solcher zwischen 1979 und 1981 Präsident der Rechtsanwaltskammer (Integrated Bar of the Philippines).
Nach dem Sturz der Regierung Marcos war er von 1986 bis 1988 Ombudsmann (Tanodbayan) während der Amtszeit von Präsidentin Aquino.
Im Anschluss nahm er wieder seine Tätigkeiten als Rechtsanwalt und Hochschullehrer auf. Während dieser Zeit war er auch in anderen berufs- und gesellschaftspolitischen Organisationen tätig und unter anderem Vizepräsident der Stiftung der ehemaligen Rechtsstudenten der University of Santo Tomas (University of Sto. Tomas Law Alumni Foundation Inc.), Präsident einer Grundbesitzervereinigung (Valle Verde 6 Homeowners Association), Kassenprüfer der Gilde der katholischen Rechtsanwälte (Catholic Lawyers Guild of the Philippines), Präsident des Manila Mahamilad Lions Club, Vorsitzender des Philippinischen Komitees der Rechtsanwälte für Menschenrechte (Lawyers Committee on Human Rights – New York), Präsident der Asiatischen Anwaltsvereinigung (All Asia Bar Association), Gouverneur der Gesellschaft für Rechtshilfe (Citizens Legal Aid Society of the Philippines), Präsident der Nationalen Rechtsanwaltsvereinigung (National Bar Association of the Philippines) sowie in mehreren anderen Führungsfunktionen in der Integrated Bar of the Philippines.
Zwischen 1995 und 2004 war Gonzalez für drei aufeinanderfolgende Wahlperioden Abgeordneter des Repräsentantenhauses (Kapulungán ng mgá Kinatawán ng Pilipinas or Mababang Kapulungan ng Kongreso) und vertrat in diesem den einzigen Wahlbezirk (Lone District) der Provinz Iloilo.
Am 18. August 2004 wurde er von Präsidentin Arroyo zum Justizminister (Secretary of Justice) in deren Kabinett berufen. Im Rahmen einer Regierungsumbildung wurde er dann 2009 Chef des Stabes der Präsidentin (Chief of Presidential Staff) und damit einer der engsten Mitarbeiter der Präsidentin.